# ثامر العرجان
ثامر العرجان مواليد 2002، هو لاعب كرة قدم سعودي يلعب حالياً في نادي الجيل.

## الأندية
كانت بداياته مع نادي الجيل واستمر مع النادي الي الآن.

## مسيرة اللاعب
لعب في نادي الجيل وأعير إلى نادي الترجي في عام 2023 لمدة موسم.

## مسيرة اللاعب بالأرقام
آخر تحديث 04 أكتوبر 2020.
| البطولة                                                            | الفريق     | مباريات | أهداف | بطاقة صفراء | بطاقة حمراء |
| ------------------------------------------------------------------ | ---------- | ------- | ----- | ----------- | ----------- |
| الدوري السعودي تحت 17 سنة لكرة القدم لأندية الدرجة الممتازة 18/17  | نادي الجيل | 25      | 10    | 0           | 0           |
| االدوري السعودي تحت 17 سنة لكرة القدم لأندية الدرجة الممتازة 19/18 | نادي الجيل | 26      | 13    | 0           | 0           |
| دوري الدرجة الأولى السعودي 20/19                                   | نادي الجيل | 24      | 1     | 0           | 0           |
| دوري الدرجة الأولى السعودي تحت 19 سنة 21/20                        | نادي الجيل | 1       | 1     | 0           | 0           |

## انظر ايضاً
- إبراهيم الدندن
- عبدالله العواص